# Amirhkanli (Zangilan)
Amirkhanli est un village de la région de Zangilan en Azerbaïdjan.

## Histoire
En 1993-2020, Amirkhanli était sous le contrôle des forces armées arméniennes. Le 22 octobre 2020, le village d'Amirkhanli a été restitué sous le contrôle de l'Azerbaïdjan.